# Samuel Johnson (futebolista)
Samuel Johnson (Conacri, 25 de janeiro de 1984) é um futebolista profissional guineense que atua como meia.

## Carreira
Samuel Johnson representou o elenco da Seleção Guineense de Futebol no Campeonato Africano das Nações de 2008.